# Родні Старк
Родні Вільям Старк (англ. Rodney William Stark; нар. 8 липня 1934, Джеймстаун, Північна Дакота, США — 21 липня 2022) — американський соціолог релігії. Творець (спільно з Вільямом Сімсом Бейнбріджем) моделі соціологічної класифікації («концепція Старка — Бейнбріджа») нових релігійних рухів.

## Біографія
Походив із лютеранської сім'ї.
- У 1955—1956 роках — репортер газети The Denver Post.
- У 1957—1959 року проходив військову службу в Армії США, пройшовши шлях від рядового до фахівця 3 класу (в 1961 році був підвищений до штаб-сержанта в діючому резерві).
- У 1959 році в Денверському університеті отримав бакалавра гуманітарних наук з журналістики, а також в 1965 році в Каліфорнійському університеті в Берклі магістра гуманітарних наук з соціології та там же в 1971 році доктора філософії по соціології.
- У 1959—1961 роках — репортер газети Oakland Tribune.
- У 1961—1970 роках працював в Центрі вибіркових досліджень Каліфорнійського університету в Берклі, пройшовши шлях від асистента-дослідника до соціолога-дослідника.
- У 1968—1971 роках — соціолог-дослідник Центру вивчення права і суспільства Каліфорнійського університету в Берклі.
- У 1987—1999 роках — співзасновник і директор MicroCase Corporation.
- У 1971—2003 роках — професор соціології та сучасної релігії Вашингтонського університету.
- З 2004 року — заслужений професор суспільних наук і співдиректор Інституту вивчення релігій Бейлорського університету.

Автор 41 монографії і понад 160 статей різної тематики, включаючи забобони, злочинність, самогубство і міське життя в Стародавньому Римі.

## Монографії
- Christian Beliefs and anti-Semitism (1966) (в співавторстві з Чарльзом Глоком)
- American Piety (1968) (в співавторстві з Чарльзом Глоком)
- The Future of Religion: Secularization, Revival, and Cult formation (1985) (в співавторстві з Вільямом Сімсом Бейнбріджем)
- Sociology (1985) вступний текст соціології коледжу, який станом на 2007 рік пройшов десять видань. 10th: (2006) ISBN 0495093440
- A Theory of Religion (1987) (в співавторстві з Вільямом Бейнбріджем)
- Religion, Deviance, and Social Control (1996) (в співавторстві з Вільямом Бейнбріджем)
- The Churching of America 1776—1992: Winners and Losers in Our Religious Economy (1992) (в співавторстві з Роджером Фінке; 2-е видання The Churching of America 1776—2005: Winners and Losers in Our Religious Economy (2005)
- The Rise of Christianity: A Sociologist Reconsiders History (1996) ISBN 978-0691027494 or How the Obscure, Marginal Jesus Movement Became the Dominant Religious Force in the Western World in a Few Centuries (1997) ISBN 978-0060677015
- Acts of Faith: Explaining the Human Side of Religion (2000) University of California Press (в співавторстві з Роджером Фінке)
- One True God: Historical Consequences of Monotheism (2001), ISBN 978-0-691-11500-9
- For the Glory of God: How Monotheism Led to Reformations, Science, Witch-Hunts, and the End of Slavery. (2003), ISBN 978-0-691-11436-1
- Exploring the Religious Life (2004) ISBN 0-8018-7844-6
- The Victory of Reason: How Christianity Led to Freedom, Capitalism, and Western Success (2005), ISBN 0-8129-7233-3
- The Rise of Mormonism (2005), ISBN 0-231-13634-X
- Cities of God: The Real Story of How Christianity Became an Urban Movement and Conquered Rome (2006)
- Discovering God: A New Look at the Origins of the Great Religions (2007), ISBN 978-0-06-117389-9
- God's Battalions: The Case for the Crusades (2009)
- The Triumph of Christianity: How the Jesus Movement Became the World's Largest Religion (2011), ISBN 0062007688
- America's Blessings: How Religion Benefits Everyone, Including Atheists (2012)
- How the West Won: The Neglected Story of the Triumph of Modernity (2014), Intercollegiate Studies Institute, ISBN 1610170857
- Religious Hostility: A Global Assessment of Hatred and Terror (2014) (в співавторстві з Кеті Коркоран)
- A Star in the East: The Rise of Christianity in China (2015) (в співавторстві з Синьхуа Вангом)
- The Triumph of Faith: Why The World Is More Religious Than Ever (2015) ISBN 1610171381
- Bearing False Witness: Debunking Centuries of Anti-Catholic History (2016) ISBN 1599474999
- Reformation Myths: Five Centuries of Misconceptions and (Some) Misfortunes (2017) ISBN 0281078270
- Why God?: Explaining Religious Phenomena (2018) ISBN 1599475537